# Karl-Henrik Larsson
Karl-Henrik Larsson, född 1948 i Falkenberg, är en svensk mykolog som specialiserat sig på skinnsvampar inom gruppen basidsvampar. Han har samlat främst i norra Europa och Latinamerika. Larsson var anställd vid Göteborgs universitet och senare som professor på Universitetet i Oslo. Han bidrog till bokserien The Corticiaceae of North Europe (1973-1988, Fungiflora förlag). Larsson har (maj 2020) författat 125 vetenskapliga artiklar och beskrivit tre ordningar (t.ex. Amylocorticiales), sju släkten och 25 arter.
Karl-Henrik Larssons auktorsbeteckning är K.H. Larss.
Släktet Larssoniporia samt arterna Gloiothele larssonii, Tomentella larssoniana och Lepidomyces larssonii är uppkallade efter Karl-Henrik.